# Maestro Piero
Maestro Piero, Piero da Firenze, Petrus de Florentia – włoski kompozytor, działający w 1. połowie XIV wieku.

## Życiorys
Na temat jego życia nie zachowały się praktycznie żadne informacje. Przypuszczalnie nie pochodził z Florencji, bowiem jego kompozycji brak w Kodeksie Squarcialupi. Wiadomo, że działał na dworze Viscontich w Mediolanie i Scaligerów w Weronie. Zmarł po 1350 roku. Identyfikowany jest też niekiedy ze śpiewakiem znanym jako Magister Petrus Andreutii, który w 1335 roku był aktywny w Perugii.

## Twórczość
Należał do czołowych przedstawicieli muzyki włoskiej 1. połowy XIV wieku, wraz z Giovannim da Cascia i Jacopem da Bologna. Z jego twórczości zachowało się sześć 2-głosowych madrygałów oraz dwie caccie 3-głosowe, stanowiące jedne z najwcześniejszych utworów w tym gatunku. W madrygałach Piera rozwinięty melodycznie i ornamentowany głos górny kontrastuje ze spokojnym tenorem, pisał też utwory z ritornelami urozmaiconymi swobodną wymianą głosów i imitacją oraz caccie-madrygały z dominującą techniką kanoniczną.